# 루이베르나르 기통 드 모르보

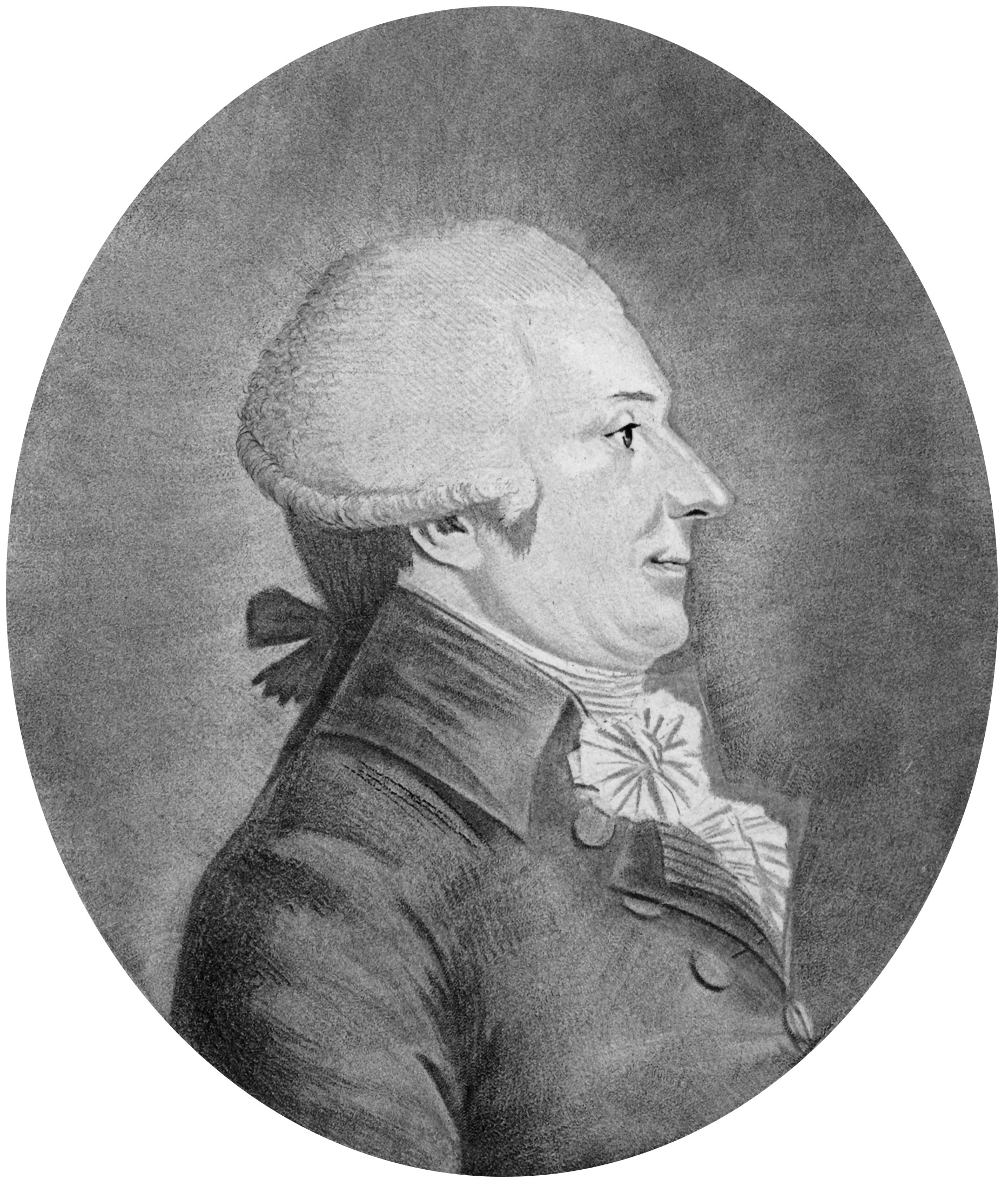
루이베르나르 기통 드 모르보

루이베르나르 기통 드 모르보(프랑스어: Louis-Bernard Guyton de Morveau, 1737년 1월 4일 ~ 1816년 1월 2일)는 프랑스의 화학자이다. 프랑스 혁명 이후 이름을 루이베르나르 기통모르보(프랑스어: Louis-Bernard Guyton-Morveau)로 바꾸었다. 체계적인 화학적 명명법의 확립에 기여를 하였다.

## 생애
1737년 디종에서 태어났다. 그의 아버지는 대학의 법학교수였으며, 그 역시 법학을 전공하여 1760년 디종의 고등법관이 되었다. 그는 1782년까지 직을 유지하였다. 그는 취미로 화학을 연구하였는데, 그 결과 1772년 플로지스톤설을 기반으로 한 자신의 화학적 견해를 담은 Digresstions académiques를 출판하였다. 1774년 그는 광물학과 화학에 대한 자신의 강좌를 출판하기도 하였다.
기통 드 모르보는 1782년 앙투안 로랑 라부아지에, 클로드 루이 베르톨레, 앙투안 프랑수아 푸르크루아 등과 함께 화학적 명명법을 체계적으로 정리하여 이를 Journal de physique에 기고하였으며, 이는 1787년 Méthode de momenclature chimique이란 이름으로 출판되었다. 얼마 지나지 않아, 유럽 전역의 화학자들이 이들의 방식을 따르게 되었다. 플로지스톤설을 반대하던 라부아지에를 비롯한 많은 화학자들과 교류한 결과 기통 드 모르보 역시도 플로지스톤설을 반대하게 되었다. 1791년 그는 입법의회의 의원이 되었고 1792년에는 국민공회의 의원이 되었다. 1794년 그는 열기구를 군사적 용도로 활용하기 위한 작업에 참여하였다. 1795년 국민공회의 의원으로 재선출되었으나, 1797년 정계를 은퇴하였다. 1798년 과학 기술 전문학교의 일시적인 이사가 되었다. 1800년부터 1814년까지 그는 조폐국장을 맡았고 1811년에는 프랑스 제국으로부터 남작의 작위를 받았다. 1816년 파리에서 사망하였다.
 본 문서에는 현재 퍼블릭 도메인에 속한 브리태니커 백과사전 제11판의 내용을 기초로 작성된 내용이 포함되어 있습니다.